# Bojan
Bojan en croate, serbe, slovène ou Boyan en bulgare est un prénom masculin. On peut aussi l'écrire en serbe cyrillique Бојан et en bulgare cyrillique Боян.
Le prénom dérive du terme slave Boi qui signifie bataille.

## Personnalités portant le prénom Bojan
- Bojan Bogdanović
- Bojan Dubljević
- Bojan Jokić
- Bojan Jorgacević
- Bojan Krkić
- Bojan Šarčević
- Bojan Stupica
- Bojan Tokič
- Bojan Z